# 高野口郵便局
高野口郵便局（こうやぐちゆうびんきょく）は、和歌山県橋本市高野口町にある郵便局。民営化前の分類では無集配特定郵便局であった。

## 概要
所在地：〒649-7205 和歌山県橋本市高野口町名倉557-1
かつては、旧高野口町内で唯一の集配郵便局であり、町内の集配業務を担当していたが、民営化に先立っての集配郵便局再編の際に、当該業務を廃止し橋本郵便局へ移管した。

## 沿革
- 1965年（昭和40年）9月26日 - 電話交換、和文電報配達、欧文電報受付・配達、国際電報受付・配達の各事務を高野口電報電話局に移管[1]。
- 1987年（昭和62年）12月 - 局舎落成。
- 2007年（平成19年）3月5日 - 集配業務を橋本郵便局へ移管[2]。同時にゆうゆう窓口（郵便時間外窓口）を廃止。
- 2007年（平成19年）10月1日 - 民営化。
- 2012年（平成24年）10月1日 - 日本郵便株式会社発足。

## 取扱内容
- 郵便、印紙、ゆうパック、内容証明
- 貯金、為替、振替、振込、国際送金、国債
- 生命保険、バイク自賠責保険
- ゆうちょ銀行ATM

## 風景印
- 図案は庚申山とその展望台、重文・三彩の壺と桜。局名表示は「和歌山高野口」
- 使用開始日は1991年（平成3年）4月5日

## 周辺
- 橋本市立高野口保育園
- 橋本市立高野口幼稚園
- 橋本市立高野口小学校
- 和歌山県立伊都中央高等学校
- 松源高野口店
- 前田家住宅
- 葛城館

## アクセス
- JR和歌山線 高野口駅から徒歩約4分
- 和歌山バス那賀 郵便局前停留所下車
- 京奈和自動車道 高野口ICから南東へ約2km
- 国道24号 名倉交差点を北へ折れて約400m
- 駐車場あり：6台